# Großkirchheim
Großkirchheim osztrák község Karintia Spittal an der Drau-i járásában. 2016 januárjában 1374 lakosa volt. 

## Elhelyezkedése

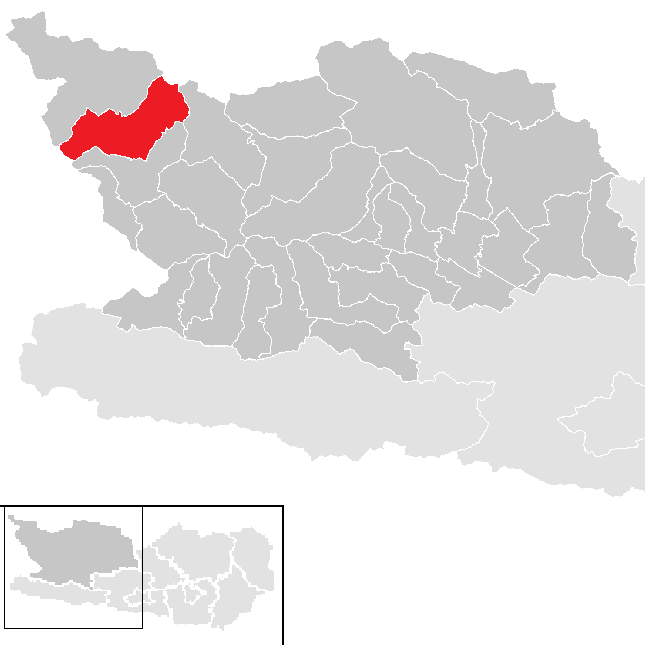
Großkirchheim a Spittali járásban

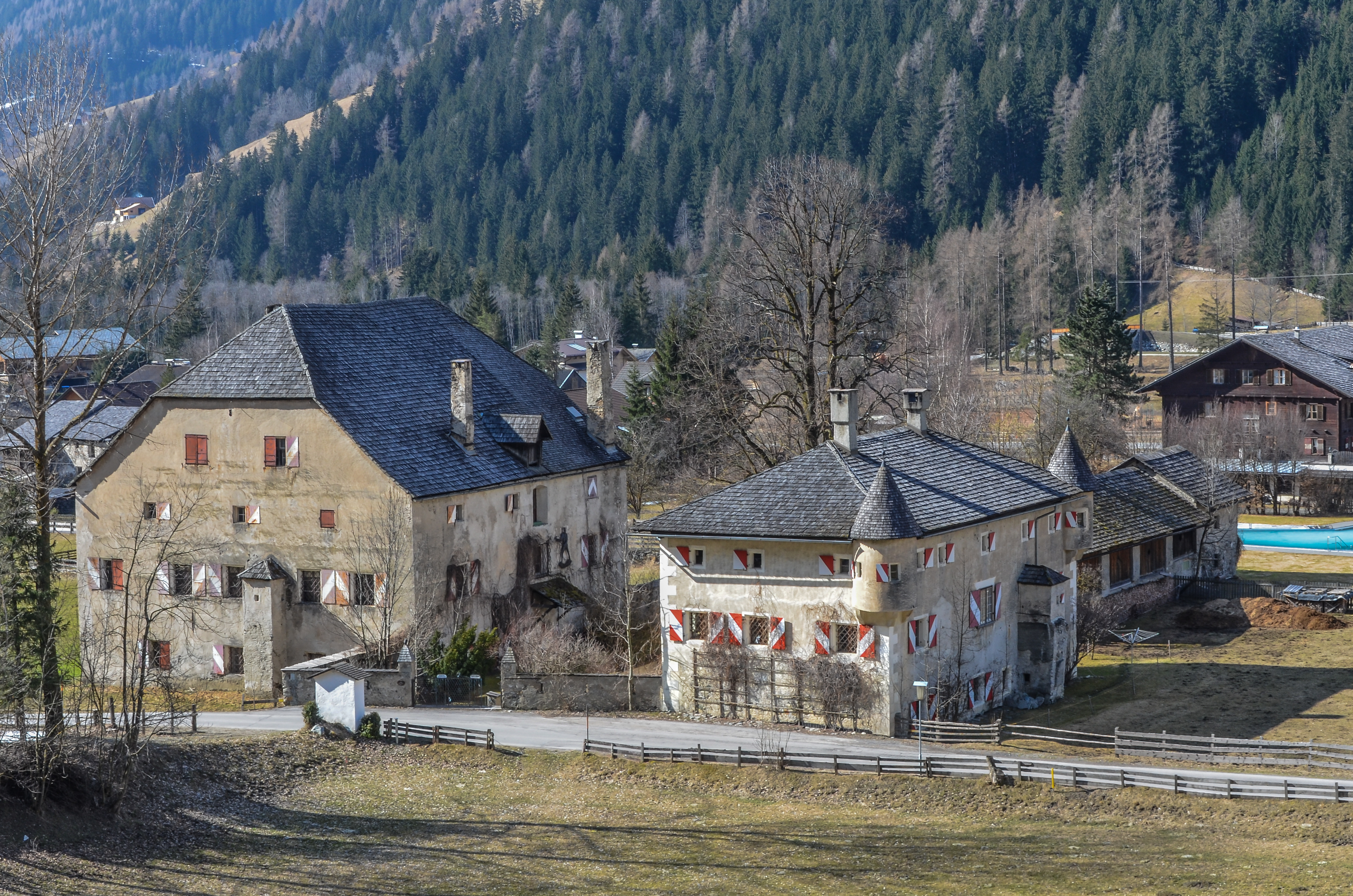
Großkirchheim vára

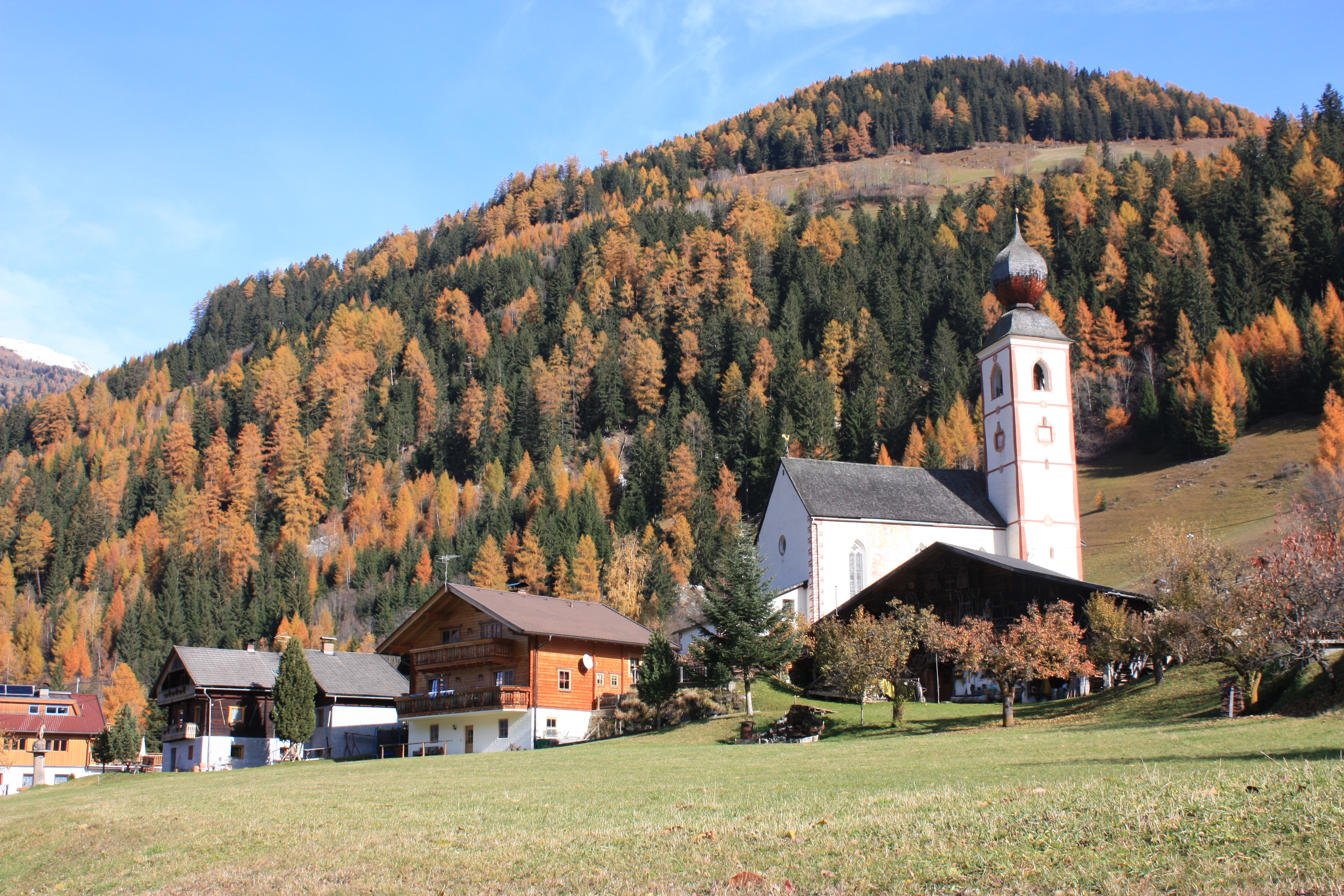
Mitteldorf

Großkirchheim Karintia északnyugati részén fekszik, a Magas-Tauern hegység großglockneri régiójában. Területének mintegy 40%-a a Magas-Tauern Nemzeti Parkhoz tartozik. Az önkormányzat 14 falut és településrészt fog össze: Allas (42 lakos), Am Putzenhof (19), Döllach (448), Egg (10), Göritz (34), Kraß (72), Mitteldorf (116), Mitten (156), Putschall (69), Ranach (33), Sagritz (175), Untersagritz (110), Winklsagritz (54), Zirknitz (44).
A környező települések: keletre Flattach, délre Mörtschach, nyugatra Nußdorf-Debant, északra Heiligenblut am Großglockner, északkeletre Rauris.

## Története
Großkirchheim várát 1140/50-ben amlítik először "locus Chyrichaim" formában.
A Magas-Tauernben már a kelták és rómaiak idejében is bányásztak aranyat. A középkori nemesfémbányászat a 15. század végén érte el a fénykorát. Még a 17. században is sok bánya működött, de később ezeket a Pasterze-gleccser előretörése miatt be kellett zárni. 
1850-ben megalakult Döllach, Sagritz és Mitten önálló önkormányzata. Az utóbbi kettő 1856-ban egyesült. 1939-től Döllachnak és Sagritznak közös községházája volt, 1956-ban Döllach-Sagritz néven egyesítették őket, 1983-ban pedig a községet Großkirchheim váráról nevezték el.
A 20. század során a község a nyári és téli turisták fogadására specializálódott; évente 45 ezer vendégéjszakát töltenek el. Itt található a Magas-Tauern Nemzeti Park karintiai központja is.

## Lakosság
A großkirchheimi önkormányzat területén 2016 januárjában 1374 fő élt, ami jelentős visszaesést jelent a 2001-es 1606 lakoshoz képest. Akkor a helybeliek 96,6%-a volt osztrák, 2,6% pedig német állampolgár. 95,8%-uk katolikusnak, 2,1% evangélikusnak, 1,5% felekezeten kívülinek vallotta magát.

## Látnivalók
- Großkirchheim vára Döllachban
- a sagritzi Szt. György-templom
- a döllachi Szt András-templom
- a mitteldorfi Dornachi Mária-templom
- a Gartl-vízesés

## Fordítás
- Ez a szócikk részben vagy egészben  a   Großkirchheim című német Wikipédia-szócikk ezen változatának fordításán alapul.  Az eredeti cikk szerkesztőit annak laptörténete sorolja fel. Ez a jelzés csupán a megfogalmazás eredetét és a szerzői jogokat jelzi, nem szolgál a cikkben szereplő információk forrásmegjelöléseként.